# Commandobunker Badhuisweg

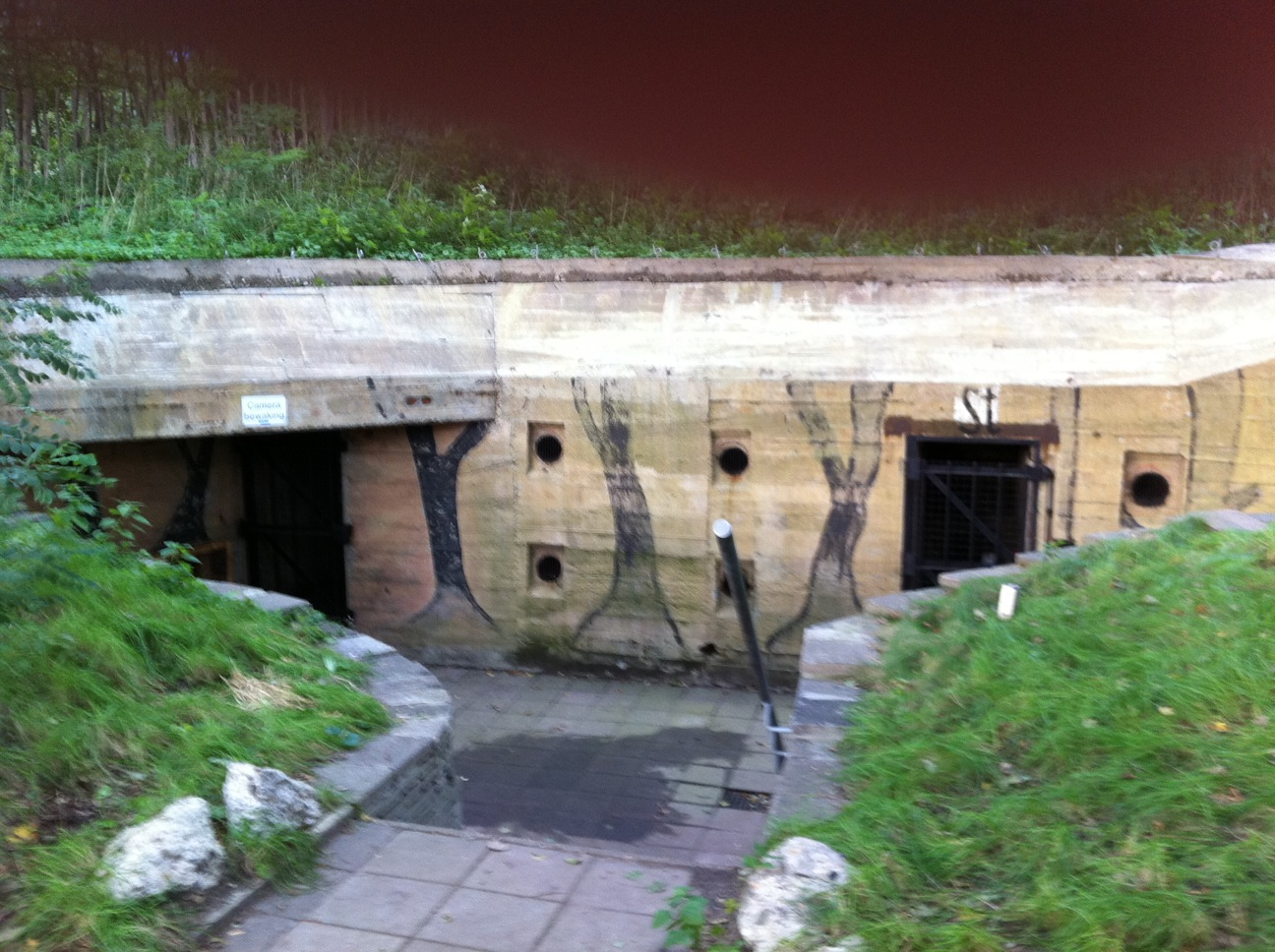
Ingang aan de Badhuisweg

De Commandobunker aan de Badhuisweg ligt aan de rand van de Nieuwe Scheveningse Bosjes in Den Haag.
De Duitse bezetter bouwde daar in 1943 een bunkercomplex. In dit bunkercomplex en de villa's aan de Badhuisweg was de Verteidigungsstab gevestigd die het commando over de 'Stützpunktgruppe Scheveningen' voerde.
Het complex bestond uit dertien bunkers, waarvan de meeste bewaard zijn gebleven. Er liggen zes bunkers uit de categorie Ständiger Ausbau, wat onder andere betekent dat wanden en dak minimaal twee meter dik waren. Buiten de commandopost (type 608) liggen er twee groepsonderkomens (type 622), een keuken (type 645), een brononderkomen (type 646) en een munitiebergplaats (type FL246).
De overige bunkers waren van de categorie feldmäßig (dunwandig).
Tevens lag er een Luftschutzbunker binnen de grenzen van het complex.
De bunkers en loopgraven van het complex zijn in 1943/1944 gebouwd onder leiding van Arthur Seyss-Inquarts bouworganisatie Abteilung Siedlung und Bauten.
Het registratienummer van de commandobunker was 32-8711: nummer 32 geeft aan dat het bij Clingendael hoort, er zijn 56 bunkers die met 32 beginnen. De 32-8711 stond te boek als 'Bataillons,- Abteilungs- oder Regiments-Gefechtsstand'. De buitenwanden zijn in dit geval uitgevoerd in 3 meter beton omdat de bunker deels boven het maaiveld uitstak.
De bunker is op initiatief van de Stichting Atlantikwall Museum Scheveningen in september 2008 vrijgegraven en is sindsdien in beheer bij deze Stichting. De bunker is van binnen deels in originele staat teruggebracht en er bevindt zich een expositie over Den Haag in de Tweede Wereldoorlog.